# As Mil e Uma Noites
As Mil e Uma Noites (Engels: Arabian Nights) is een Portugees-Frans-Duits-Zwitserse filmtrilogie uit 2015, geregisseerd door Miguel Gomes. De film ging in première op 16 mei op het Filmfestival van Cannes in de sectie Quinzaine des réalisateurs. De tweede film van de trilogie werd geselecteerd als Portugese inzending voor de beste niet-Engelstalige film voor de 88ste Oscaruitreiking.

## Verhaal
De film is gebaseerd op de vertellingen van Duizend-en-een-nacht maar dan gereflecteerd naar de hedendaagse economische crisis in Portugal. De trilogie omvat de volgende films:
- Volume 1: O Inquieto (Engels: The Restless One)
- Volume 2: O Desolado (Engels: The Desolate One)
- Volume 3: O Encantado (Engels: The Enchanted One)

## Rolverdeling
- Crista Alfaiate als Scheherazade
- Dinarte Branco
- Carloto Cotta
- Adriano Luz
- Joana de Verona
- Rogério Samora
- Maria Rueff
- Cristina Carvalhal
- Luísa Cruz
- Américo Silva
- Diogo Dória
- Bruno Bravo
- Tiago Fagulha
- Teresa Madruga
- Chico Chapas
- Carla Maciel
- Margarida Carpinteiro

## Productie
De film As Mil e Uma Noites Volume 2: O Desolado werd geselecteerd als Portugese inzending voor de beste niet-Engelstalige film voor de 88ste Oscaruitreiking.